# Made in Abyss
A Made in Abyss (メイドインアビス; Hepburn: Meido in Abisu) japán mangasorozat, amelyet Cukusi Akihito írt és rajzolt. A történet egy fiatal lányról szól, aki egy nap egy emberformájú robotfiúra bukkan, akivel leereszkedik az Abyss-nak nevezett feneketlen mélységbe, hogy megkeresse édesanyját. A mangát 2012 októberétől a Takeshobo publikálja Web Comic Gamma digitális kiadványában, valamint 6 tankóbon kötetbe gyűjtve. A 12 részes anime adaptációt a Kinema Citrus stúdió készítette és 2017. július 7-én kezdték sugározni.

## Történet
A történet középpontjában egy Riko nevű árva kislány áll, aki egy Ószu (Ōsu) nevű városban él Beoluska tenger egyik szigetén. A város egy furcsa, Abyss-nak nevezett ismeretlen gigantikus lyuk körül épült, ami a Föld mélye felé tátong. Az Abyss rengeteg kincset és egy rég elveszett civilizáció nyomait rejti, ezért népszerű hely azon barlangászoknak, vállalják a nehéz és veszélyes ereszkedést köddel teli gödörbe, hogy értékes relikviákat találjanak. Azonban minél mélyebbre hatolva fokozatosan fejti ki végzetes hatását az Abyss átkának nevezett halálos kór. Azon kevesek, akik mégis visszatértek az alsóbb régiókból számolnak be tapasztalataikról. Riko célja, hogy édesanyja nyomdokaiba lépve barlangász mester (Fehér Sípos) lehessen és megoldja Abyss rejtélyét. Egy nap egy Reg nevű emberformájú robotfiúra bukkan a mélységben.

## Karakterek

### Főszereplők
Riko (リコ)
Szinkronhangja: Tomita Miju (japán)
Riko egy 12 éves árva kislány, aki tíz éve Abyss-ban eltűnt legendás barlangász-édesanyja, Lyza nyomdokaiba akar lépni. Jelenleg a Belchero-i Árvaház Piros Sípos barlangász-tanonca. Titokban megtartotta egyik megtalált ereklyéjét, a Csillag-Iránytűt abban a reményben, hogy az majd segíteni fogja Abyss felfedezésében. Az átok miatt rossz a szeme, amit akkor szerzett, amikor a terhes édesanyja leereszkedett a mélységbe. Riko Abyss-ban született, ahonnét édesanyja egy, az átkot semlegesítő ereklyében vitte fel a felszínre. Később kiderül, hogy Riko halva született és csak az „átokfalónak” köszönheti az életét.
Reg (レグ; Hepburn: Regu)
Szinkronhangja: Isze Marija (japán)
Egy amnéziás, fiatal fiúnak kinéző robot vagy kiborg. Kezdetben nem emlékszik a nevére, ezért Riko a Regu nevet adja neki, amit korábban a kutyája viselt. Képes organikus táplálékot fogyasztani, képes kilőni és visszahúzni mechanikus karjait, valamint halálos hősugarat tud kilőni. Teste rendkívül ellenálló a sérülésekkel szemben.
Nanachi (ナナチ)
Szinkronhangja: Izava Siori (japán)
Egy narehate, akinek testét deformálta az átok, miközben visszatért a hatodik szintről.

### A Belchero-i Árvaház tagjai
Jiruo (ジルオ) / Leader (リーダ)
Szinkronhangja: Murata Taisi (japán)
Egy fiatal, húszas éveiben járó oktató asszisztens az árvaházban, Riko édesanyjának egykori tanítványa. Komoly, de rendkívül figyelmes és éles eszű. Tanítványai gyakran Leader-nek (vezérnek) szólítják.
Nat (ナット)
Szinkronhangja: Tamura Mucumi (japán)
Shiggy (シギー)
Szinkronhangja: Numakura Manami (japán)
Kiyui (キユイ)
Szinkronhangja: Hanava Manami (japán)
A Belchero-i árvaház legfiatalabb tagja, Riko egyik barátja.

### Barlangászok
Ozen (オーゼン)
Szinkronhangja: Óhara Szajaka (japán)
Fehér Sípos barlangász, a második szinten található Kutatólabor őrzője. Lyza korábbi mestere, akinek Riko születésekor segített a felszínre vinni az újszülöttet. Emberfeletti erejét a testébe beültetett ősi ereklyék szolgáltatják.
Marulk (マルルク; Hepburn: Maruruku)
Szinkronhangja: Tojoszaki Aki (japán)
Kék Sípos barlangász, Ozen asszisztense.
Lyza (ライザ)
Szinkronhangja: Szakamoto Maaja (japán)
Riko édesanyja. Egyike azon kevés barlangásznak, aki megszerezte a Fehér Síp-rangot.

## Médiamegjelenések

### Manga
A mangát a Takeshobo publikálta 6 tankóbonban 2017. július 29-éig. A Seven Seas Entertainment bejelentette a 2017-es Anime Expo-n, hogy licencelik a mangát.

#### Kötetek
| Kötet | Cím                          | Cím                   | Megjelenési dátum  | Megjelenési dátum  |  |
| Kötet | Japán                        | Japán                 | Japán              | Japán              |  |
| ----- | ---------------------------- | --------------------- | ------------------ | ------------------ |  |
|       |                              |                       |                    |                    |  |
| 1     | メイドインアビス（1）        | メイドインアビス（1） | 2013. július 31.   | 2013. július 31.   |  |
| 1     | ISBN: ISBN 978-4-81-248380-0 |                       |                    |                    |  |
|       |                              |                       |                    |                    |  |
| 2     | メイドインアビス（2）        | メイドインアビス（2） | 2014. június 30.   | 2014. június 30.   |  |
| 2     | ISBN: ISBN 978-4-81-248716-7 |                       |                    |                    |  |
|       |                              |                       |                    |                    |  |
| 3     | メイドインアビス（3）        | メイドインアビス（3） | 2015. június 20.   | 2015. június 20.   |  |
| 3     | ISBN: ISBN 978-4-80-195274-4 |                       |                    |                    |  |
|       |                              |                       |                    |                    |  |
| 4     | メイドインアビス（4）        | メイドインアビス（4） | 2016. április 30.  | 2016. április 30.  |  |
| 4     | ISBN: ISBN 978-4-80-195516-5 |                       |                    |                    |  |
|       |                              |                       |                    |                    |  |
| 5     | メイドインアビス（5）        | メイドインアビス（5） | 2016. december 26. | 2016. december 26. |  |
| 5     | ISBN: ISBN 978-4-80-195720-6 |                       |                    |                    |  |
|       |                              |                       |                    |                    |  |
| 6     | メイドインアビス（6）        | メイドインアビス（6） | 2017. július 29.   | 2017. július 29.   |  |
| 6     | ISBN: ISBN 978-4-80-195720-6 |                       |                    |                    |  |

### Anime
Az anime-adaptációt a Kinema Citrus stúdió készítette Kodzsima Maszajuki rendezésében, a forgatókönyvet Kurata Hidejuki írta és Kazuchika Kise készítette a karaktereket. Az első epizódot 2017. július 7-én sugározták az AT-X és egyéb adókon. A Sentai Filmworks licencelésében a sorozat az USA-ban az Amazon Prime Video felületén angol felirattal érhető el.

## Fordítás
- Ez a szócikk részben vagy egészben  a   Made in Abyss című angol Wikipédia-szócikk ezen változatának fordításán alapul.  Az eredeti cikk szerkesztőit annak laptörténete sorolja fel. Ez a jelzés csupán a megfogalmazás eredetét és a szerzői jogokat jelzi, nem szolgál a cikkben szereplő információk forrásmegjelöléseként.